# Ziad Tlemçani
Ziad Tlemçani (nacido el 10 de mayo de 1963) es un exfutbolista tunecino que se desempeñaba como delantero.
Ziad Tlemçani jugó 20 veces y marcó 4 goles para la selección de fútbol de Túnez entre 1990 y 1998.

## Trayectoria

### Clubes
| Club            | País     | Año         |
| --------------- | -------- | ----------- |
| Espérance Tunis | Túnez    | 1984 - 1990 |
| Vitória SC      | Portugal | 1990 - 1994 |
| Vissel Kobe     | Japón    | 1995 - 1997 |
| Espérance Tunis | Túnez    | 1997 - 1999 |

### Selección nacional
| Selección | País  | Año         |
| --------- | ----- | ----------- |
| Absoluta  | Túnez | 1990 - 1998 |

## Estadística de equipo nacional
| Selección de fútbol de Túnez | Selección de fútbol de Túnez | Selección de fútbol de Túnez |
| Año                          | Part.                        | Goles                        |
| ---------------------------- | ---------------------------- | ---------------------------- |
| 1990                         | 2                            | 0                            |
| 1991                         | 3                            | 0                            |
| 1992                         | 4                            | 0                            |
| 1993                         | 3                            | 1                            |
| 1994                         | 2                            | 0                            |
| 1995                         | 0                            | 0                            |
| 1996                         | 0                            | 0                            |
| 1997                         | 0                            | 0                            |
| 1998                         | 6                            | 3                            |
| Total                        | 20                           | 4                            |